# Blansko (Jablonec nad Jizerou)
Blansko je část města Jablonec nad Jizerou v okrese Semily. Nachází se na západě Jablonce nad Jizerou.
Blansko leží v katastrálním území Jablonec nad Jizerou o výměře 6,42 km².

## Historie
První písemná zmínka o vesnici pochází z roku 1834.